# Relikvie
Relikvier (latin: levninger) dvs. levninger af en helgen, eller genstande, der har tilhørt eller været i fysisk kontakt med en helgen, og er genstand for religiøs kult. Ærefrygten for relikvier har bibelsk rod (2. Kongebog 13,21; Matthæusevangeliet 9,20 f.; Apostlenes Gerninger 19,12). Reformationen tog imidlertid helt afstand fra såvel helgener som relikvier, der derfor ingen plads har i de protestantiske kirker.

## Historie
Indenfor den tidlige kristendom skabte ærbødigheden for helgenerne og martyrerne en relikviedyrkelse. Man ønskede at besidde noget af den fromme afdøde for derved mere håndgribeligt at kunne bevare mindet om ham i samfundet. Allerede i 2. århundrede spores relikvievæsenet, og fra østen bredte det sig til vesten.
Efterhånden knyttede der sig den tro til relikvier, at de kunne beskytte mod ulykker og forårsage mirakler, og relikviernes antal blev hurtigt svimlende stort, samtidig med, at deres art blev mere og mere fantastisk. En hel apostel var så værdifuld, at pavedømmet kunne grundlægges på tilstedeværelsen af apostlen Peters grav. Allerede i oldtiden og senere i middelalderen hævede enkelte røster sig forgæves mod relikvievæsenet, og kirken fremmede i stedet officielt relikviedyrkelsen ved at bestemme, at hvert alter skulle gemme relikvier. Efterhånden fik man også relikvier efter Kristus. Der knyttede sig betydelige økonomiske interesser til fænomenet. Kurfyrst Frederik den Vise af Sachsen var en førende samler med 19.013 relikvier, som han udstillede frem til 1522; delvis grundet fortjenesten på pilgrimme, der valfartede til Sachsen for at se dem. Paven havde også givet kurfyrst Frederik ret til at sælge de besøgende aflad, hvor ét besøg betød en forkortelse på 100 år af den besøgendes fremtidige ophold i skærsilden. I alt havde paven givet licens til et salg af aflad for 1.902.202 dage.
Blandt genstandene, pilgrimmene kunne beskue hos kurfyrst Frederik, var en påstået tommelfinger fra Sankt Anna; en kvist fra den brændende busk; nogle torne fra Kristi tornekrone; lidt af høet fra den krybbe, Jesusbarnet lå i; en dråbe af jomfru Marias brystmælk; og et helt barnelig fra Herodes' børnemord; dertil stykker af Arons og Moses' vandrestave.
Aachen blev regnet som det vigtigste valfartssted nord for Alperne. Her lå kejser Karl den Store begravet; han blev helgenkåret i 1165. I den tilhørende domkirke kunne man beskue de relikvier, han havde samlet i sin levetid, såsom jomfru Marias kjole, Kristi lændeklæde, begges bælter og det tørklæde, Johannes Døberen havde på, da han blev halshugget. Margrethe 1. var blandt pilgrimmene, der besøgte Aachen i 1385.
Da den senere helgen Andreas og hans discipel Epifanios i 911 bad i kirken St. Maria af Blachernæ (Θεοτòκος τών Βλαχερνών) i Konstantinopel, så de angiveligt jomfru Maria holde sit hovedslør, der blev opbevaret i kirken, over dem, der var samlet i bøn. Denne åbenbaring skal have fundet sted, mens byen var omringet af fjendtlige tropper - nogle kilder kaldte dem arabiske - som dog trak sig tilbage.
Blandt de steder, der hævdede at opbevare Kristi forhud, er Le Puy-en-Velay, Santiago de Compostela, Antwerpen, Coulombs ved Chartres, dertil Chartres, og kirker i Besançon, Metz, Hildesheim og Charroux, Conques, Langres, Fécamp og to i Auvergne. Belgien var centrum for "forhudskulten", hvor der fandtes én forhud fra Kristus i den franske by Metz, samt i en række kirker på egnen ved Antwerpen. Den østrigske mystiker Agnes Blannbekin (1244–1315) fantaserede om Kristus som brudgom, og om at fortære hans forhud.
Benediktinermunkene i Vendôme kunne fremvise en bjergkrystal med en tåre, Jesus havde fældet ved Lazarus' grav. En engel blev sagt at have fanget tåren op, og overlod den til Maria af Betanien. Munkene i Vendôme fremviste dog også fjer fra ærkeenglen Gabriel; en finger fra Den Hellige Ånd; lysstråler fra Betlehemsstjernen; et stykke af Jakobs stige i hans drøm; og det egyptiske mørke. Uden ironi var munkene ikke.

## Danmarks kendteste relikvie
I Danmark anskaffede man sidst i 1000-tallet pave Lucius 1.s hovedskal til Roskilde Domkirke, hvorved han blev domkirkens skytshelgen. Sagnet fortæller, at nogle dæmoner var på færde i Isefjorden; og da de havde sagt, at de ikke frygtede andet i denne verden end martyrpaven Lucius' hovedskal, var der ikke andet for end at få den til Danmark. Ælnoth skrev, at da Svend Estridsen døde i 1076, blev han gravlagt i "kirken viet til Skt. Lucius i Roskilde". Hovedskallen var indsat i et relikevieskrin af guld, formet som en byste af paven. Selve Skt. Lucius' dag fejredes i Roskilde både 4. marts og 25. august. Da læste man hans legende højt i kirken, suppleret med et skuespil. Så blev relikvien lagt i et skrin, og byens gejstlige gik i procession med det omkring i kirken og derefter ud i byen. Det samme skal være sket ved krig og brand. En rigtig pavehat i silke havde man også, og ved visse lejligheder blev relikvien taget ud af skrinet og båret rundt med hatten på.
En påstået tand fra Skt. Lucius blev opbevaret i Københavns Frue kirke, og på helgenens årlige mindedag blev der sunget en sekvens, der udtrykte tillid til, at hans tand var stærk nok til beskytte byen mod pest og overfald. Skt. Lucius' tidligere gravsted kan stadig ses i krypten under kirken Santa Cecilia in Trastevere i Rom. Men nyere undersøgelser har afsløret, at kraniet, der blev hentet i Rom, ikke har tilhørt pave Lucius, da det er omkring 100 år yngre.

## Rundt om i verden
I den romerskkatolske og den græskkatolske kirke er relikvier bevaret, og dermed også ærefrygten og tilliden til deres kraft, om end relikviedyrkelsen er modificeret sammenlignet med forholdene i middelalderen. I ateistiske samfund ser man en art relikviedyrkning ved mausoleerne for Stalin, Lenin  og Mao.
Også i en del andre religioner anses rester af en helgens legeme eller ejendele for at være relikvier, der antages at have en undergørende virkning. Det gælder således i buddhismen og i islam.